# دی‌فنیل‌سیکلوپروپنون
دی‌فنیل‌سیکلوپروپنون (به انگلیسی: Diphenylcyclopropenone)
رده درمانی: داروهای موضعی
اشکال دارویی: پماد

## موارد مصرف
دی‌فنیل‌سیکلوپروپنون به صورت موضعی برای آلوپسی موضعی یا کامل مصرف می‌شود.
دی‌فنیل‌سیکلوپروپنون با شناسه پاب‌کم ۶۵۰۵۷ است. 